# Tobermory, Kanada
Tobermory är en ort i Kanada.   Den ligger i provinsen Ontario, i den sydöstra delen av landet, 500 km väster om huvudstaden Ottawa. Tobermory ligger 192 meter över havet och antalet invånare är 1 427.
Terrängen runt Tobermory är mycket platt. Runt Tobermory är det mycket glesbefolkat, med 3 invånare per kvadratkilometer.. 